# Kombinacja alpejska na Memoriale Bronisława Czecha i Heleny Marusarzówny
Kombinacja alpejska na Memoriale Bronisława Czecha i Heleny Marusarzówny były jedną z dyscyplin narciarstwa alpejskiego oraz narciarstwa klasycznego, w której rywalizowali zawodnicy od 1946 do 1994 w Zakopanem.
Od 1946 mężczyźni rywalizowali w czwórboju, w którym jedną z konkurencji była kombinacja alpejska. Na program zawodów od 1952 składały się kombinacja alpejska i kombinacja norweska (w tym bieg narciarski) oraz otwarty konkurs skoków narciarskich. W 1953 do programu dodano otwarty bieg narciarski na 15 km, w 1955 otwarty bieg narciarski na 30 km oraz sztafetę 4 x 10 km, a w 1963 drugi otwarty konkurs skoków narciarskich.
Od 1953 Memoriał Bronisława Czecha i Heleny Marusarzówny był międzynarodową imprezą oraz jednym z ważniejszych wydarzeń sportowych w kalendarzu narciarskich zawodów FIS (FIS Race). Ranga Memoriału malała wraz z powstawaniem Pucharów Świata w poszczególnych dyscyplinach. On sam co prawda nadal znajdował się w kalendarzu FIS, ale stawał się imprezą trzeciorzędną. W 1994 odbyły się ostatnie zawody o Memoriał rozgrywane w konkurencjach klasycznych i alpejskich.

## Medaliści Memoriału Bronisława Czecha i Heleny Marusarzówny (kombinacja alpejska)
| Data                                                                                    | 1. miejsce               | Państwo    | 2. miejsce            | Państwo        | 3. miejsce             | Państwo        |
| --------------------------------------------------------------------------------------- | ------------------------ | ---------- | --------------------- | -------------- | ---------------------- | -------------- |
| Zawody nie zaliczane do klasyfikacji generalnej Pucharu Świata w narciarstwie alpejskim |                          |            |                       |                |                        |                |
| 1994                                                                                    |                          |            |                       |                |                        |                |
| 1993                                                                                    |                          |            |                       |                |                        |                |
| 1992                                                                                    |                          |            |                       |                |                        |                |
| 1991                                                                                    |                          |            |                       |                |                        |                |
| 1990                                                                                    |                          |            |                       |                |                        |                |
| 1989                                                                                    |                          |            |                       |                |                        |                |
| 1988                                                                                    |                          |            |                       |                |                        |                |
| 1987                                                                                    |                          |            |                       |                |                        |                |
| 1986                                                                                    |                          |            |                       |                |                        |                |
| 1985                                                                                    |                          |            |                       |                |                        |                |
| 1984                                                                                    |                          |            |                       |                |                        |                |
| 1983                                                                                    |                          |            |                       |                |                        |                |
| 1982                                                                                    |                          |            |                       |                |                        |                |
| 1981                                                                                    |                          |            |                       |                |                        |                |
| 1980                                                                                    |                          |            |                       |                |                        |                |
| 1979                                                                                    |                          |            |                       |                |                        |                |
| 1978                                                                                    |                          |            |                       |                |                        |                |
| 1977                                                                                    |                          |            |                       |                |                        |                |
| 1976                                                                                    | Maciej Gąsienica Ciaptak | Polska     |                       |                |                        |                |
| 08-09.03.1975                                                                           | Maciej Gąsienica Ciaptak | Polska     |                       |                |                        |                |
| 06-07.03.1974                                                                           |                          |            |                       |                |                        |                |
| 16-17.03.1973                                                                           | Marko Kavčič             | Jugosławia | Ryszard Ćwikła        | Polska         | Kazimierz Burzykowski  | Polska         |
| 21-22.03.1972                                                                           | Jan Bachleda Curuś       | Polska     | Milan Pažout          | Czechosłowacja | Roman Dereziński       | Polska         |
| 16-17.03.1971                                                                           | Erwin Stricker           | Włochy     | Ryszard Ćwikła        | Polska         | Pierre Lorenzo Clataud | Włochy         |
| 18-19.03.1970                                                                           | Max Rieger               | RFN        | Milan Pažout          | Czechosłowacja | Jon Terje Øverland     | Norwegia       |
| 04-05.03.1969                                                                           | Giuseppe Compagnoni      | Włochy     | Bronisław Trzebunia   | Polska         | Manfred Jakober        | Szwajcaria     |
| 13-14.03.1968                                                                           | Jean Louis Bozon         | Francja    | Jean Luc Pinel        | Francja        | Giuseppe Compagnoni    | Włochy         |
| 17-18.03.1967                                                                           | Stefan Sodat             | Austria    | Jaroslav Janda        | Czechosłowacja | Felice Denicolo        | Włochy         |
| Zawody organizowane w ramach zawodów FIS (FIS Race)                                     |                          |            |                       |                |                        |                |
| 18-19.03.1966                                                                           | Jean Paul Jallifier      | Francja    | Robert Wollek         | Francja        | Jan Čermák             | Czechosłowacja |
| 19-20.03.1965                                                                           |                          |            |                       |                |                        |                |
| 17-18.03.1964                                                                           | Jerzy Woyna Orlewicz     | Polska     | Jacques Fourme        | Francja        | Bronisław Trzebunia    | Polska         |
| 1963                                                                                    |                          |            |                       |                |                        |                |
| 1962                                                                                    |                          |            |                       |                |                        |                |
| 1961                                                                                    |                          |            |                       |                |                        |                |
| 1960                                                                                    |                          |            |                       |                |                        |                |
| 13-14.03.1959                                                                           | Eberhard Riedel          | NRD        | Jan Gąsienica Ciaptak | Polska         | Włodzimierz Czarniak   | Polska         |
| 20-22.03.1958                                                                           | Jan Gąsienica Ciaptak    | Polska     | Georgi Dymitrow       | Bułgaria       | Karl Süß               | NRD            |
| 21-23.03.1957                                                                           | Karl Schranz             | Austria    | Pepi Gramshammer      | Austria        | Jan Gąsienica Ciaptak  | Polska         |
| 19-21.03.1956                                                                           | Włodzimierz Czarniak     | Polska     | Toni Mark             | Austria        | Andrzej Gąsienica Roj  | Polska         |
| 21-24.03.1955                                                                           | Jan Gąsienica Ciaptak    | Polska     | Andrzej Gąsienica Roj | Polska         | James Couttet          | Francja        |
| 29-31.03.1954                                                                           | Egon Zimmerman I         | Austria    | Andrzej Gąsienica Roj | Polska         | Jan Zarycki            | Polska         |
| 28-29.03.1953                                                                           | Jan Zarycki              | Polska     | Andrzej Gąsienica Roj | Polska         | Stefan Dziedzic        | Polska         |
| Zawody krajowe                                                                          |                          |            |                       |                |                        |                |
| 30-31.03.1952                                                                           | Stanisław Wawrytko II    | Polska     | Włodzimierz Czarniak  | Polska         | Jan Płonka             | Polska         |
| zob. Zwycięzcy czwórboju na Memoriale Bronisława Czecha i Heleny Marusarzówny           |                          |            |                       |                |                        |                |
| 13-14.03.1951                                                                           |                          |            |                       |                |                        |                |
| 13-14.03.1950                                                                           | Stefan Dziedzic          | Polska     |                       |                |                        |                |
| 12-14.03.1949                                                                           | Andrzej Bachleda Curuś   | Polska     |                       |                |                        |                |
| 19-20.03.1948                                                                           | Józef Marusarz           | Polska     |                       |                |                        |                |
| 09-10.04.1947                                                                           |                          |            |                       |                |                        |                |
| 08-09.03.1946                                                                           | Jan Radkiewicz           | Polska     | Józef Marusarz        | Polska         | Jan Pawlica            | Polska         |